# Kreisbahn Mansfelder Land GmbH
Die Kreisbahn Mansfelder Land GmbH (KML) ist ein öffentliches Eisenbahninfrastruktur- (EIU) und -verkehrsunternehmen (EVU). Als EIU betreibt es die Parkeisenbahn Vatterode. 
Als EVU fuhr die KML im Auftrag der Nahverkehrsservice Sachsen-Anhalt im Personenverkehr auf der Bahnstrecke Klostermansfeld–Wippra zwischen 28. September 1997 und 31. Oktober 2022. Hierfür standen drei, teilweise durch die Malowa Bahnwerkstatt GmbH modernisierte, Esslinger Triebwagen der 2. Generation zur Verfügung. Seit 2023 wird diese Bahnstrecke von einem anderen Betreiber bedient. 